# Sergentomyia agdamica
Sergentomyia agdamica är en tvåvingeart som beskrevs av Mikhail Mikhailovich Artemiev 1982. Sergentomyia agdamica ingår i släktet Sergentomyia och familjen fjärilsmyggor. Inga underarter finns listade i Catalogue of Life.